# Vivre libre (film, 1966)
Pour les articles homonymes, voir Vivre libre (homonymie).
Pour plus de détails, voir Fiche technique et Distribution.
Vivre libre (Born Free) est un film britannique de James Hill sorti en 1966.

## Synopsis
Au Kenya dans une réserve d'animaux, George Adamson tue une lionne dans un acte d'autodéfense. George Adamson et sa femme Joy recueillent trois lionceaux, que la lionne voulait protéger et qui sont destinés à un zoo. Mais Joy s'attendrit sur Elsa, la petite lionne et décide de l'adopter. Mais les choses se compliquent lorsqu'une fois devenue adulte, Elsa doit être remise en liberté. Incapable de se débrouiller seule, George et Joy décident de lui apprendre à vivre libre...
Après bien des tentatives infructueuses, Elsa finalement rencontre un lion avec qui elle forme un couple. Rendue à la vie sauvage, elle retrouve chaque année George et Joy à un lieu de rendez-vous dans la brousse.

## Fiche technique
- Titre : Vivre libre
- Titre original : Born Free
- Réalisation : James Hill
- Scénario : Lester Cole, d'après le roman de Joy Adamson
- Production : Open Road Films Ltd et Columbia Pictures
- Pays de production:  Royaume-Uni
- Musique : John Barry
- Montage : Don Deacon
- Images : Kenneth Talbot
- Genre : Aventure, biopic, drame et historique
- Durée : 95 minutes
- Dates de sorties :
  - Royaume-Uni : 14 mars 1966
  - France : 13 juillet 1966

## Distribution
- Virginia McKenna (VF : Marcelle Ranson) : Joy Adamson
- Bill Travers (VF : François Chaumette) : George Adamson
- Geoffrey Keen (VF : Roger Tréville) : Kendall
- Peter Lukoye (VF : Marcel Bozzuffi) : Nuru
- Omar Chambati : Nakkede
- Bill Godden (VF : Paul Mercey) : Sam
- Bryan Epsom : Baker

## Autour du film
Le film est adapté du roman de Joy Adamson Born Free, tiré d'une histoire vraie.
Matt Monro, qui chante le générique du film, remporte le 39e Oscar de la meilleure chanson originale pour cette chanson, écrite par John Barry et Don Black.
En 1972, une suite fut tournée par Jack Couffer, intitulée Nés pour être libre (Living Free).
L'histoire de la lionne Elsa a fait également l'objet d'une série télévisée en 13 épisodes, sous le même titre  Vivre libre.